# Veselin Minev
Veselin Minev (en bulgare : Веселин Минев), né le 15 octobre 1980 à Pazardjik en Bulgarie, est un footballeur international bulgare, qui évolue au poste de défenseur.
Son frère jumeau Yordan Minev est également joueur de football.

## Biographie

### Carrière en club
Veselin Minev dispute 8 matchs en Ligue des champions, pour un but inscrit, et 24 matchs en Ligue Europa.

### Carrière internationale
Veselin Minev compte 24 sélections avec l'équipe de Bulgarie depuis 2009. 
Il est convoqué pour la première fois en équipe de Bulgarie par le sélectionneur national Stanimir Stoilov, pour un match des éliminatoires de la Coupe du monde 2010 contre Chypre le 10 octobre 2009. Le match se solde par une défaite 4-1 des Bulgares.

## Palmarès
- Avec le Levski Sofia
  - Champion de Bulgarie en 2007 et 2009
  - Vainqueur de la Coupe de Bulgarie en 2007
  - Vainqueur de la Supercoupe de Bulgarie en 2007 et 2009